# Светилиште св. Андрије у Тејшиду
Светилиште св. Андрије у Тејшиду (гал. Santuario de Santo André de Teixido; шп. Santuario de San Andrés de Teixido) капелица је апостола Андрије у засеоку Тејшидо на брежуљку с погледом на обалу Атлантског океана у Галицији у Шпанији. Светилиште је смјештено у засеоку Тејшидо на западним падинама рта Ортегал, 12 километара сјевероисточно од општинског мјеста Сеидеро. У капели у граниту, налази се реликвијарно попрсје св. Андрије.
То је важно мјесто ходочашћа и симболично мјесто галицијске културе. Главно ходочашће одржава се 8. септембра, иако током године постоје и друга ходочашћа попут онога 30. новембра, које је више литургијско.

## Историја
Његов најзначајнији умјетнички значај лежи у његову олтару. Сматра се да је ходочасништво на овом мјесту почело већ у гвоздено доба, иако је први запис о томе из 1391. године. Локална легенда каже да је један ходочасник нашао уточиште у Тејшиду, након што је претрпио бродолом недалеко од овога мјеста на Путу Светог Јакова у Сантијагу де Компостела. Такође о њему пише шпански бенедиктинац Марин Сармјенто у својој књизи "Путовање у Галицију" (1754—1755), након што га је посјетио.